# Valle de Bohí

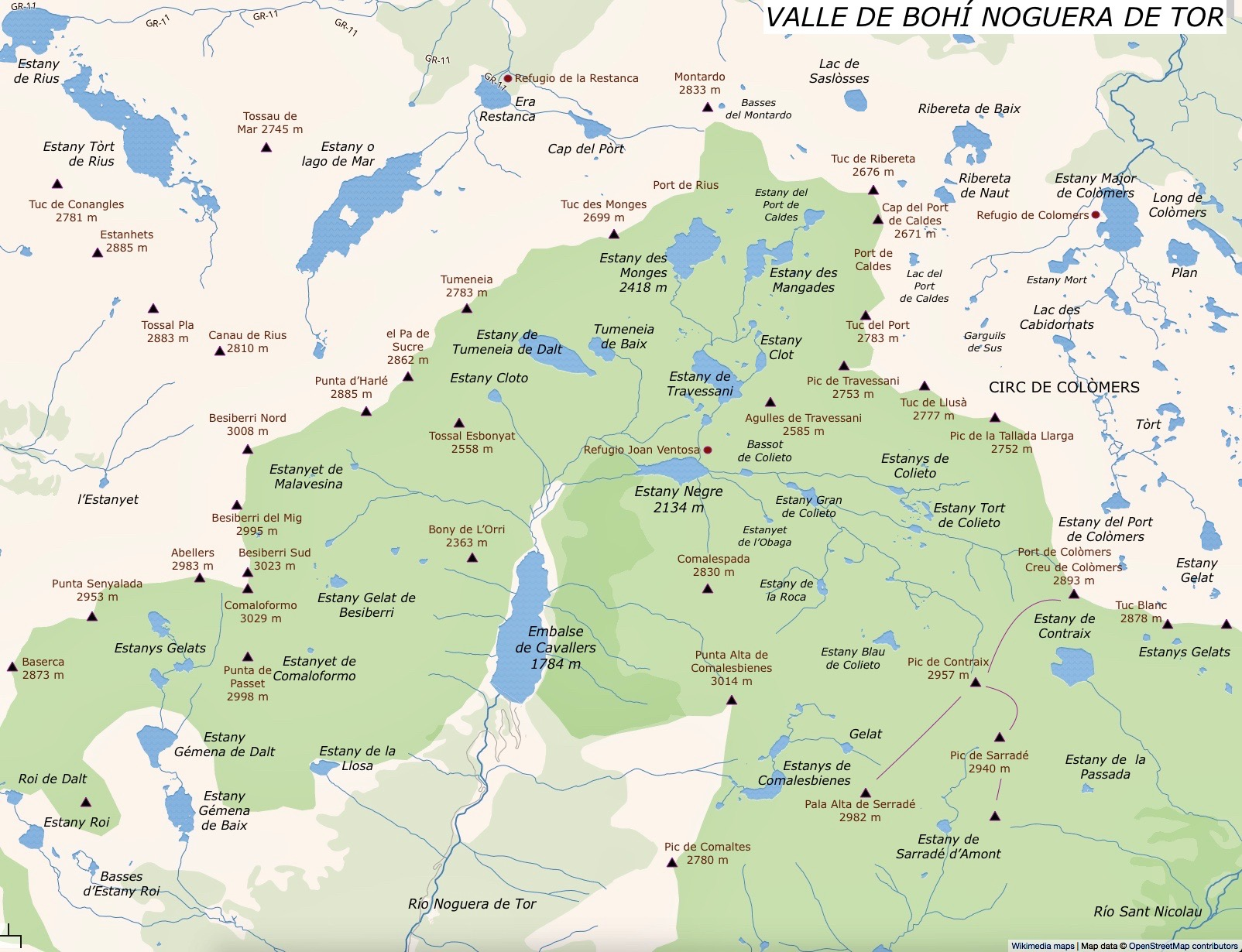
Cabecera del río Noguera de Tor, en el valle de Bohí

El Valle de Bohí (en catalán y oficialmente: La Vall de Boí) es un municipio español de la provincia de Lérida, en la comunidad autónoma de Cataluña. Está situado en la parte nororiental de la comarca de la Alta Ribagorza. Cuenta con una población de 1116 habitantes (INE 2024).
Está compuesto por varios valles y sierras conocidos también conjuntamente como valle del Noguera de Tor (principal afluente del río Noguera Ribagorzana). La cabeza del municipio se sitúa en la localidad de Barruera, que le dio nombre hasta 1996. Ocupa la cuenca principal del río Noguera de Tor, cuya población se estableció desde antiguo en el valle subsidiario de San Martín.
Limita: al norte con el municipio de Alto Arán, al nordeste con el municipio de Espot, al este con los municipios de La Torre de Cabdella y Sarroca de Bellera, al sur con el municipio de Pont de Suert, y al oeste con el municipio de Vilaller. Desde el valle se puede acceder al Parque Nacional de Aguas Tortas y Lago de San Mauricio.
En el valle se encuentra también la estación de esquí de Boí-Taüll Resort, que dispone de la cota más alta de todas las situadas en los Pirineos.

## Geografía

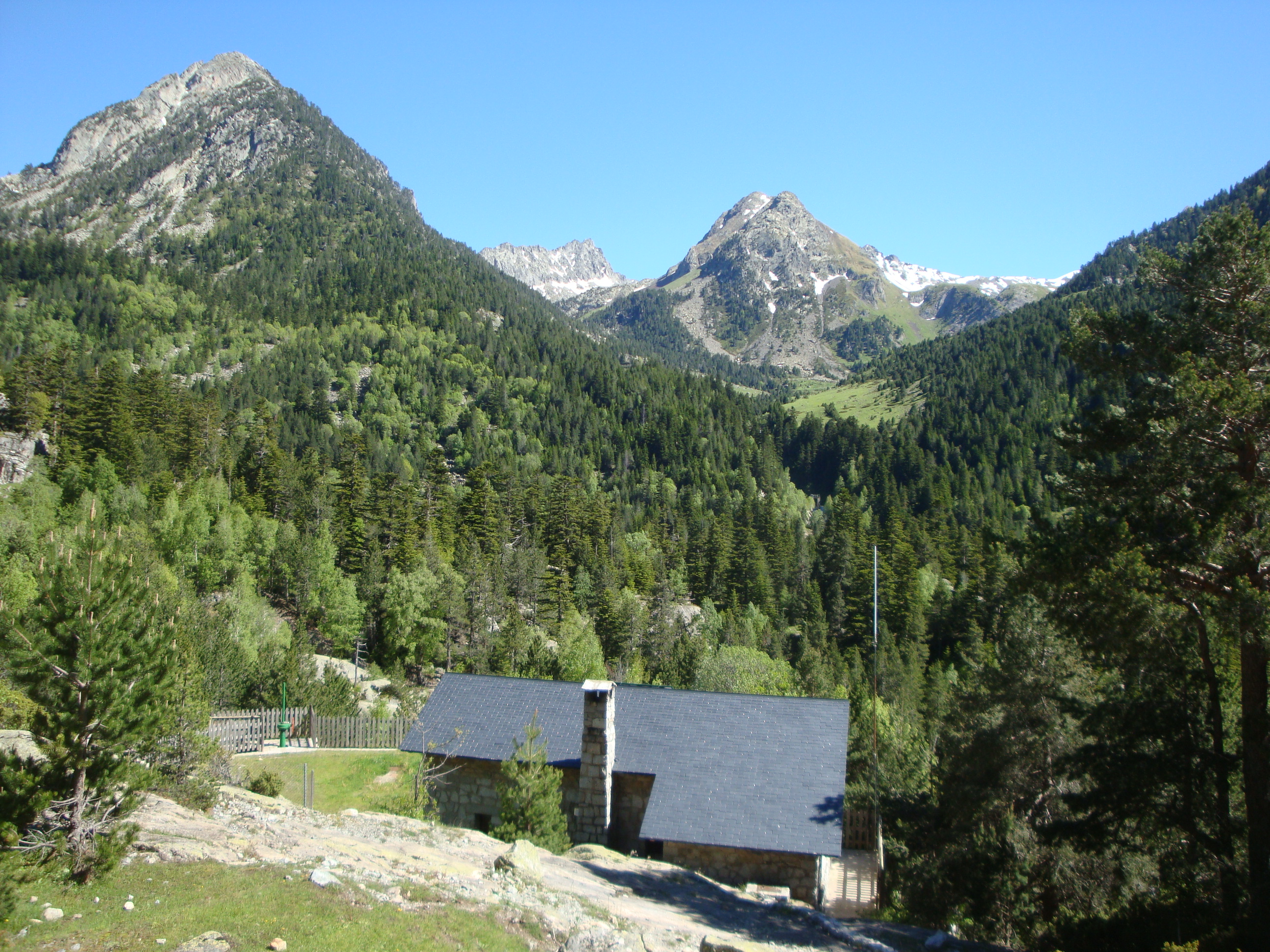
Parque Nacional de Aigüestortes y Lago de San Mauricio.

Durante la Edad Media se establecieron tres divisiones territoriales a lo largo del cauce del río Noguera de Tor que dieron lugar a las denominaciones de:
- Valle de Caldas, desde el nacimiento del río en la zona lacustre al pie del pico Montardo d’Arán hasta Caldas de Bohí.
- Valle de Bohí propiamente dicho, desde Caldas hasta el Portell de Boí,[2] un poco más abajo del embalse de Cardet.
- La Ribera, desde el Portell hasta la desembocadura del Noguera de Tor en el río Noguera Ribagorzana.

Estas divisiones fueron consecuencia de las rencillas e intereses habidos entre los señores de Erill y el monasterio de Lavaix, que más tarde diera lugar a las sedes episcopales de Lérida y Seo de Urgel.
No es un valle demasiado extenso aunque cuenta con valles secundarios de una belleza extrema y parajes extraordinarios como el de Aiguas Tortas y Lago de San Mauricio que ha sido categorizado como parque nacional. El valle de Bohí al igual que sus laterales o subsidiarios valle de Sant Nicolau y valle de Sant Martí se formaron por la acción de un gran glaciar del Cuaternario, en cuya cuenca de recepción dejó excavadas bastantes cubetas que hoy están ocupadas por los pequeños lagos donde nace el río Noguera de Tor y Sant Nicolau y que tuvo un desarrollo de 22 km y llegó hasta el actual embalse de Llesp.

### Hidrografía

#### Ríos

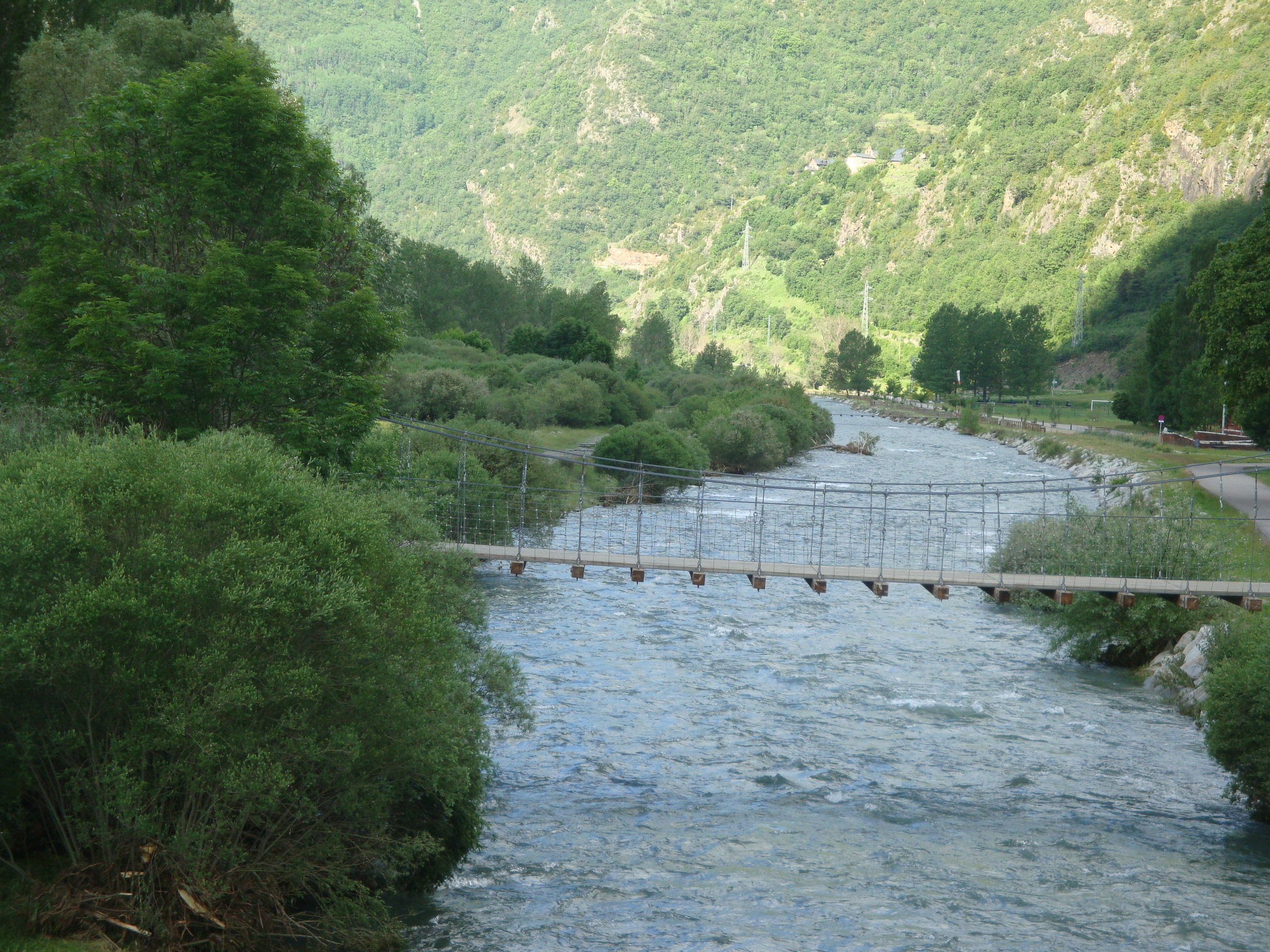
Río Noguera de Tor a su paso por Barruera

El río principal de este valle es el Noguera de Tor que tiene tres afluentes en su margen izquierda: San Nicolán, San Martín y Durro y ninguno en su margen derecha.

#### Lagos
Una característica importante son los numerosos lagos de origen glaciar. En la cabecera de los ríos Noguera de Tor y San Nicolás se encuentra una cuenca que comprende 14 lagos; los más grandes son: Monges, Mangades y Travessani. Se trata de la zona lacustre donde nacen estos dos ríos.
En estas tierras se formó un glaciar en el Cuaternario que daría lugar a lo largo de los siglos a los valles descritos. Tuvo un desarrollo de 22 km llegando hasta el actual embalse de Llesp. A lo largo del camino dejó excavadas bastantes cubetas que se convertirían con el tiempo en pequeñas regiones lacustres, tras su desaparición.
Al pie del gigantesco pico Comaloforno, de 3033 m s. n. m., situado entre los dos Besiberris (N y S) se halla un grupo de quince lagos de tamaños variados que se conocen como los Gémena el grupo de los tres Gelats, el de los dos Rois, el Superior, y otros, todos ellos rodeados de montañas altísimas que cuentan con las cumbres más elevadas del valle. Desde allí se precipita el barranco de Sallent, dando lugar a la alborotada cascada de Llubriqueto, cuyas aguas se vierten en el río Noguera de Tor. Pertenecen al circo de Caldas. En este punto se encuentra el enclave de Caldas de Bohí, con su balneario situado a 1465 m de altitud. Todo el paisaje de alrededor se compone de un extenso bosque con cascadas y lagos. 
Desde Caldas de Bohí se llega por carretera asfaltada hasta el embalse de Cavallers, a 1723 m; se proyectó este embalse aprovechando las aguas del gran lago que llevaba este mismo nombre. Forma un gran circo casi circular que se divide en una gran cantidad de lagos rodeados de altísimas cumbres. El lago de Cavallers desagua en el río Noguera de Tor.
Al norte del valle se encuentra otro grupo de lagos encajonados entre montañas. Son los lagos de Tumeneia, cuyas aguas van a parar a través de una cascada al gran lago Negro. Entre la zona del lago Negro y la de Caldas hay otro espacio lacustre de 7 lagos metido en el elevado circo de Comalesbienes, que también alimentan al río Noguera de Tor.

### Picos y cordales
En toda la parte norte abundan los picos que alcanzan los 3000 m arriba o abajo. El cordal que va desde la cumbre de Bergús pasando por el Portarró de Espot hasta llegar al pico Subenuix (2949 m) se dirige hacia el sur y hace de frontera con el valle de Espot; en su recorrido hacia el suroeste encuentra la collada de Gavatxos y los picos de Mussoles y el Castell de Rus entre otros.
Desde el pico de La Creu de Colomers (2895 m) se accede hacia el suroeste por los picos de Contraix, Pala Alta de Serradé, toda una pared que separa las cuencas del Noguera de Tor y San Nicolás. Desde el pico Pessó se desprende otro cordal hacia el noroeste entre el río San Nicolás y el San Martín.
El circo de Caldas de Bohí está rodeado de montañas altísimas con las cumbres más elevadas:
- Serrat dels Roures y pico Fenerui, al sur.
- Punta Señalada (2951 m) al oeste, haciendo divisoria con el valle de Barravés.
- Pico de Avellaners (2990 m) que limita con el valle de Besiberri.
- Besiberri Sur (3024 m), Comaloforno (3029 m), Punta Passet (3002) y Punta Lequeutre, al norte y al nordeste del Circo, considerados como los picos gigantes del valle.

## Núcleos de población

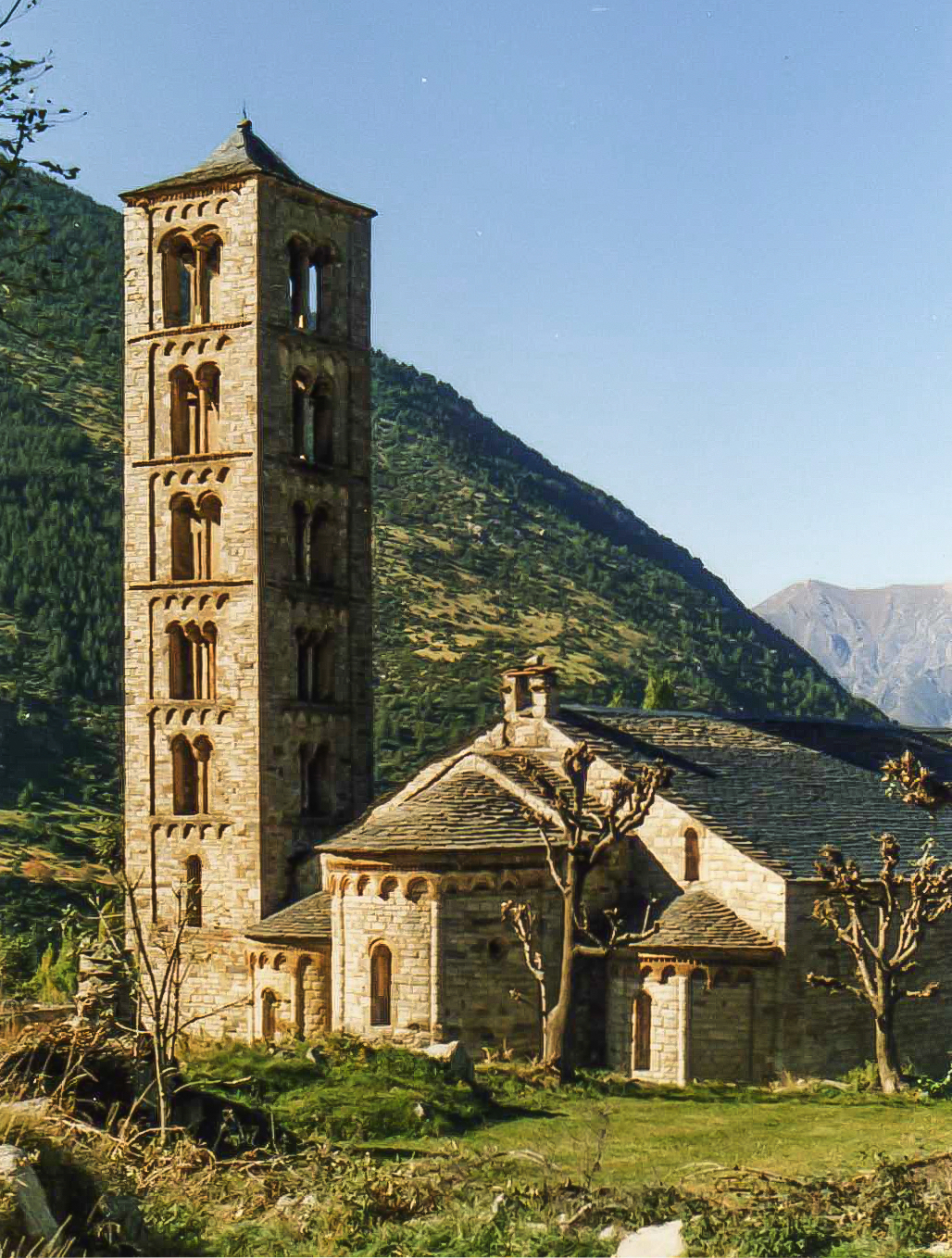
San Clemente de Tahull.

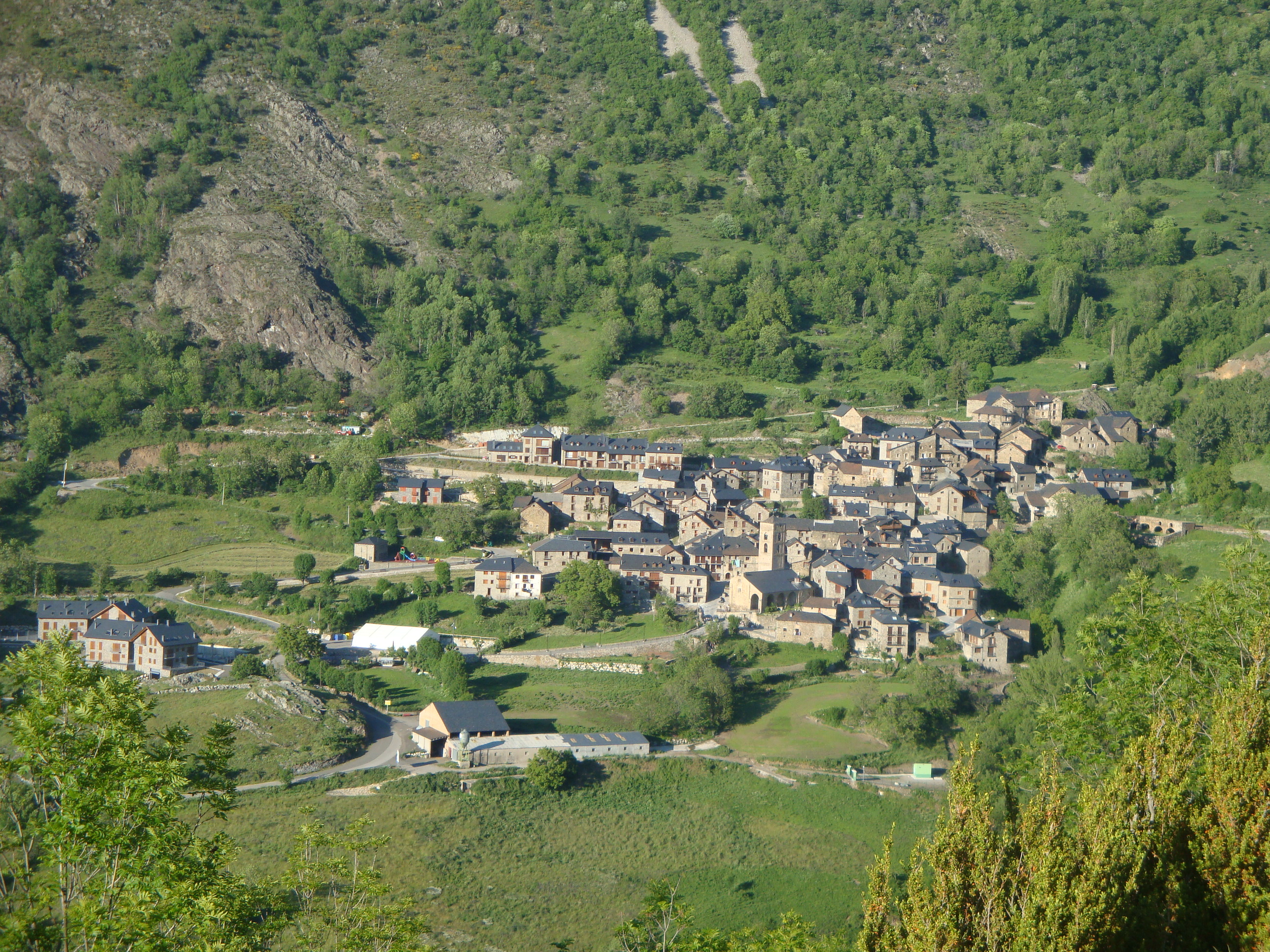
Vista general de Durro

A lo largo de todo el valle existen núcleos diseminados de poblamiento humano que fueron configurándose a través de los tiempos. Durante muchos siglos estos núcleos estuvieron casi incomunicados con el resto de la región y más aún con el resto de España, de ahí que se hayan conservado casi intactas su arquitectura, urbanización y costumbres. Algunos poblados fueron desarrollándose y evolucionando con un aumento más o menos considerable de habitantes y otros por el contrario sufrieron un brutal retroceso llegando casi al abandono. La enumeración y descripción que se da a continuación se hace de sur a norte, comenzando por la zona de la desembocadura del río Noguera de Tor.
- Coll, a 1180 m desde donde se puede apreciar a lo lejos el embalse de Cardet y la localidad de Barruera, casi despoblado aunque cuenta con una iglesia románica de Santa María que correspondió a un antiguo monasterio.
- Cardet es una aldea situada a 1193 m de altitud. Tiene una iglesia parroquial románica dedicada a Santa María que sigue el estilo lombardo de las otras que se encuentran en el valle. Las fiestas mayores de esta localidad son el 15 de agosto. Cerca se encuentra el embalse de Cardet, epónimo de la sierra y de esta localidad.
- Barruera, situada a 1095 m de altitud al pie del Forcat (2482 m) en la margen derecha del Noguera de Tor, cabecera de un extenso municipio. Fue antigua baronía. Abundan las casas de arquitectura popular.
- Durro, situado a 1384 m en la falda de la sierra de Corruco. En su término confluyen el río Durro (afluente del Noguera de Tor) y el arroyo Barranco Cortina. Tiene un extenso caserío de arquitectura popular con tejados de pizarra.
- Erill la Vall, situada en la falda del pico de Erill, de 2508 m. Su parroquia de Santa Eulalia fue declarada monumento histórico artístico en 1962. Es una iglesia de estilo románico, con ornamentación lombarda siguiendo la pauta de las demás iglesias del valle.

Otros núcleos de población son Saraís y el Pla de l'Ermita.

### Valle de Sant Martí
El Valle de Sant Martí se encuentra situado dentro del Valle de Bohí, en la margen izquierda del río Noguera de Tor y formado por su afluente Sant Martí que discurre en sentido E-W. En su término se encuentran los núcleos de población de Bohí y Taüll.
- Bohí se encuentra a la entrada del valle, en un promontorio al lado del río Sant Martí. Ha experimentado un gran desarrollo en las últimas décadas del siglo XX, extendiéndose en gran medida la parte nueva de construcciones modernas que contrastan con el casco antiguo fiel a la arquitectura popular de la zona. Su principal monumento es la iglesia románica de San Juan.
- Tahull

### Valle de Sant Nicolau
El Valle de Sant Nicolau se encuentra situado dentro del Valle de Bohí, en la margen izquierda del río Noguera de Tor y formado por su afluente Sant Nicolau que discurre en sentido E-W, en la zona nororiental de la comarca de la Alta Ribagorza (provincia de Lérida).

## Geografía humana

### Demografía
Cuenta con una población de 1116 habitantes (INE 2024).
| Gráfica de evolución demográfica de Valle de Bohí entre 1842 y 2021 |
| |
| Población de derecho según los censos de población del INE Población de hecho según los censos de población del INEEn estos censos se denominaba Barrueca: 1842 En estos censos se denominaba Barruera: 1857, 1860, 1877, 1887, 1897, 1900, 1910, 1920, 1930, 1940, 1950, 1960, 1970, 1981 y 1991 Entre el censo de 1857 y el anterior, crece el término del municipio porque incorpora a 255063 (Bohi), 255090 (Cardet), 255132 (Coll), 255152 (Erilaval), 255354 (Tahull) Entre el censo de 1970 y el anterior, crece el término del municipio porque incorpora a 25535 (Durro) |

### Economía de la zona

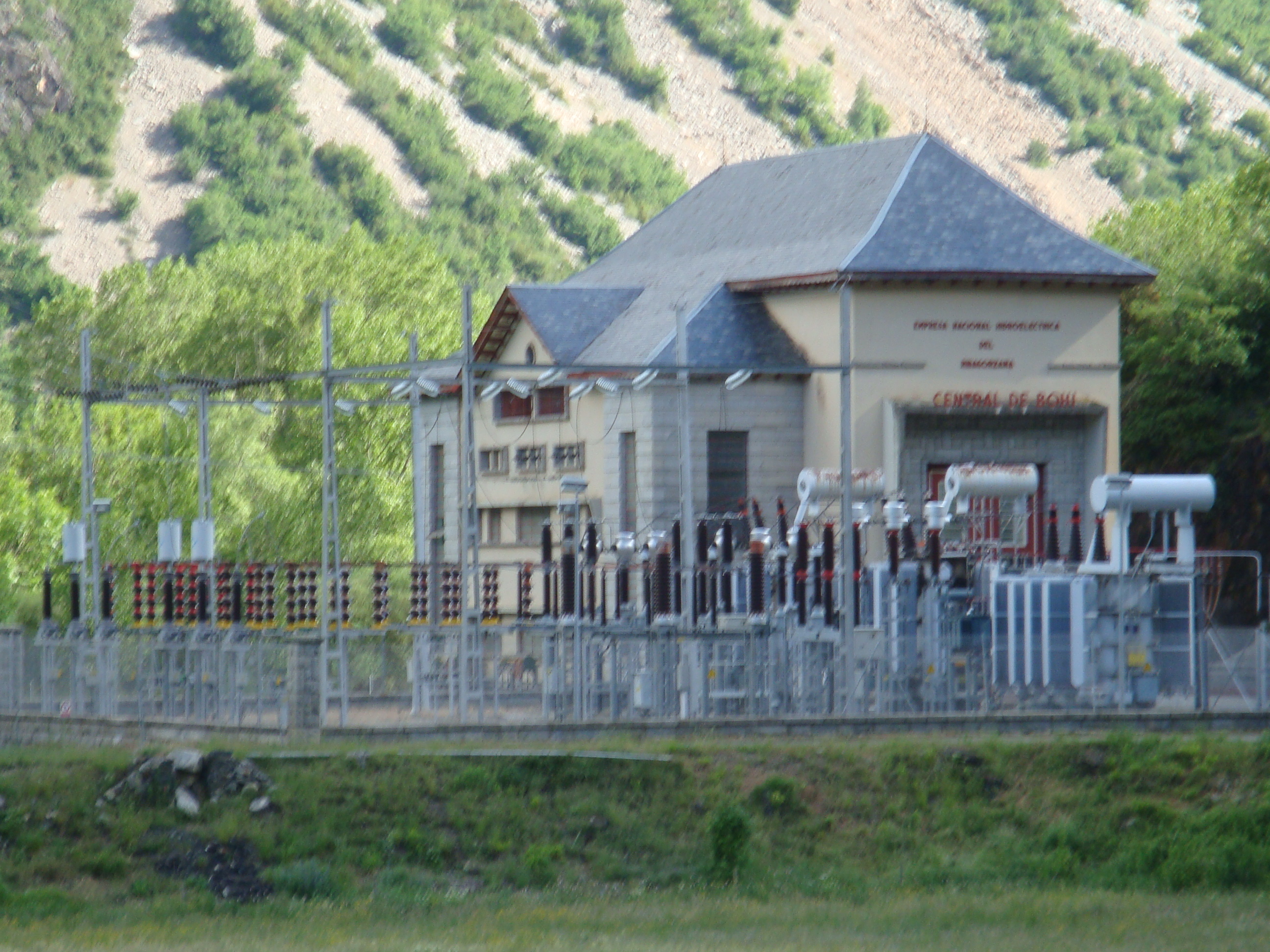
Central eléctrica de Bohí

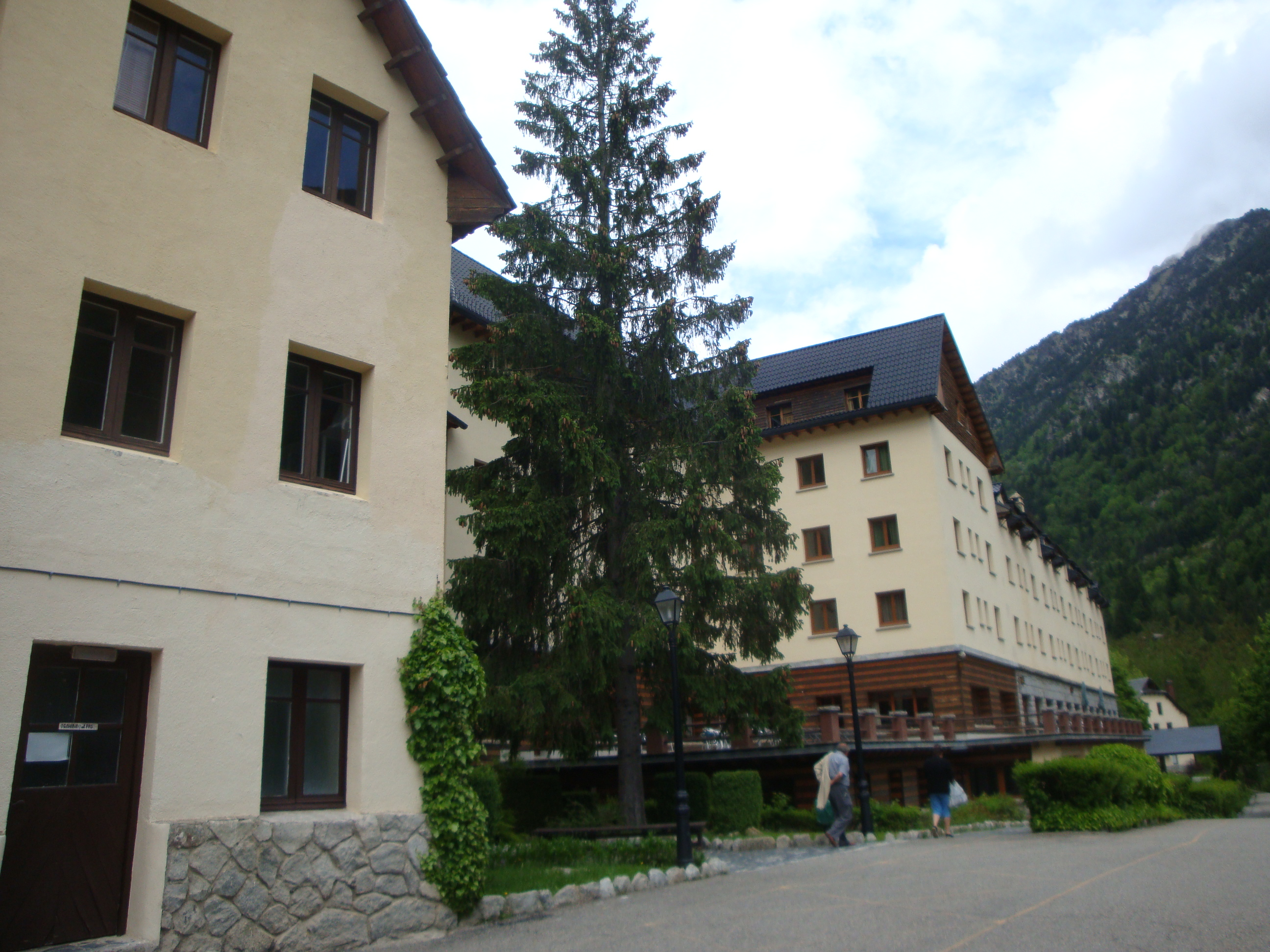
Balneario de Caldas de Bohí

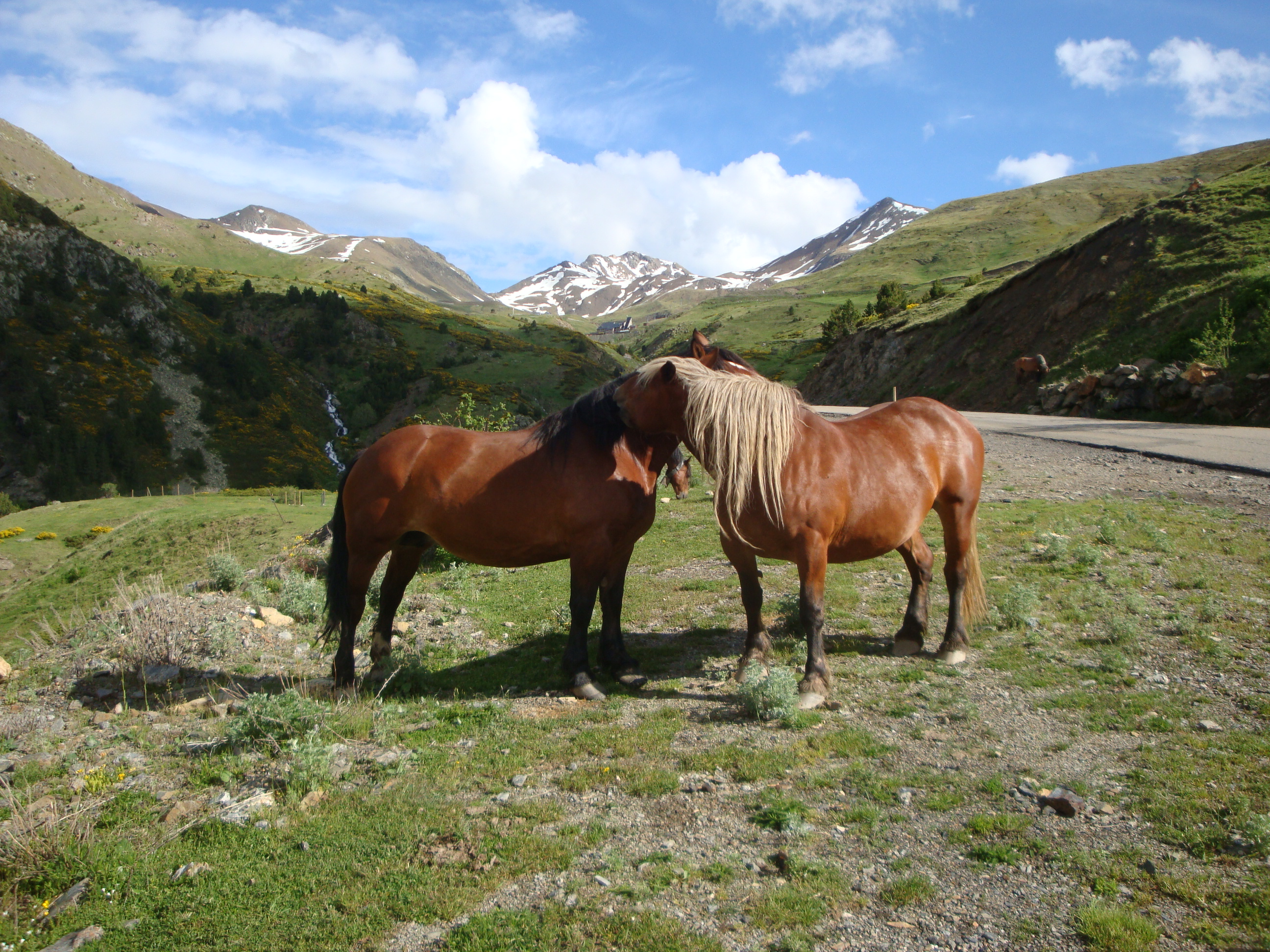
Caballos sueltos en el Valle de Bohí.

La base de la economía de este valle fue durante siglos la explotación forestal y la ganadería (bovina, lanar y caballar). La agricultura jugaba poco papel, dado lo accidentado del terreno y servía tan sólo para cubrir las necesidades humanas. Por otros lado han sido siempre valles casi incomunicados, de difícil acceso y difícil llegada. Las carreteras y buenos caminos empezaron a construirse a partir de mediados del siglo XX, lo que dio la oportunidad a sus moradores de emigrar a otros lugares que ofrecieran mejores condiciones humanas. Así se desarrolló una rápida despoblación que no favoreció en nada al valle.
En los últimos años del siglo XX y gracias a la industria hidroeléctrica y a un incipiente turismo que a su vez proporcionó la industria de servicios, el valle de Bohí comenzó de nuevo a tener vida y a recuperar habitantes. Se construyó además la estación de esquí de Boí-Taüll Resort en el Pirineo, que ha dado mucho movimiento a toda la zona. La infraestructura para el desarrollo de la industria del turismo es bastante aceptable, con carreteras asfaltadas y una buena red de pistas forestales. Lo mismo ocurre con los establecimientos hoteleros. En las últimas décadas se han comprado y restaurado las viejas casas integradas desde siglos al paisaje. Existe un camping frente a Castelló de Tor y varios refugios de montaña cuatro de los cuales fueron construidos en la segunda mitad del siglo XX:
- Refugio del estany Llong, junto al desagüe del lago Llong, que fue construido en 1945.
- Refugio Ventosa i Calvell, construido en 1954 por el Centro Excursionista de Cataluña. Está situado junto al Estany Negre en la cabecera del Noguera de Tor, a 2223 m.
- Refugio Besiberri, el original, construido en 1960 por la Federación Catalana de Montaña, en la Brecha Peyta a 2761 m, fue substituido en 2001 per uno nuevo situado a 2200 m, en el valle del mismo nombre

## Historia
La historia del valle se inicia seguramente a principios del siglo IX con la creación de los primeros condados cristianos. Perteneciente en un principio al condado de Tolosa, (finales del siglo VIII), que toma estas tierras bajo la protección de san Guillermo, primo de Carlomagno, su historia quedó unida a la del condado de Ribagorza, cuyos condes fueron sus señores feudales durante dos siglos. Fue establecida la Baronía de Erill, cuyos miembros residían en el castillo de Erill-Castell, del que no queda ningún vestigio, tan sólo el nombre y el recuerdo. Durante el siglo XI, el valle fue incluido en el condado de Pallars hasta que finalmente fue anexionado por la corona de Aragón durante el siglo XII. 
Durante muchos siglos fue un valle aislado y desconocido. Alcanzó su máximo desarrollo durante el siglo XIII en que una pequeña población llamada Taüll llegó a contar con cuatro iglesias.
La situación del valle, limítrofe con otros condados, permitió la creación de numerosos castillos, hoy en día muy mal conservados. Las numerosas iglesias que se construyeron en el área muestran la alta densidad de población que tuvo en su momento esta zona pirenaica.

## Arte y arquitectura

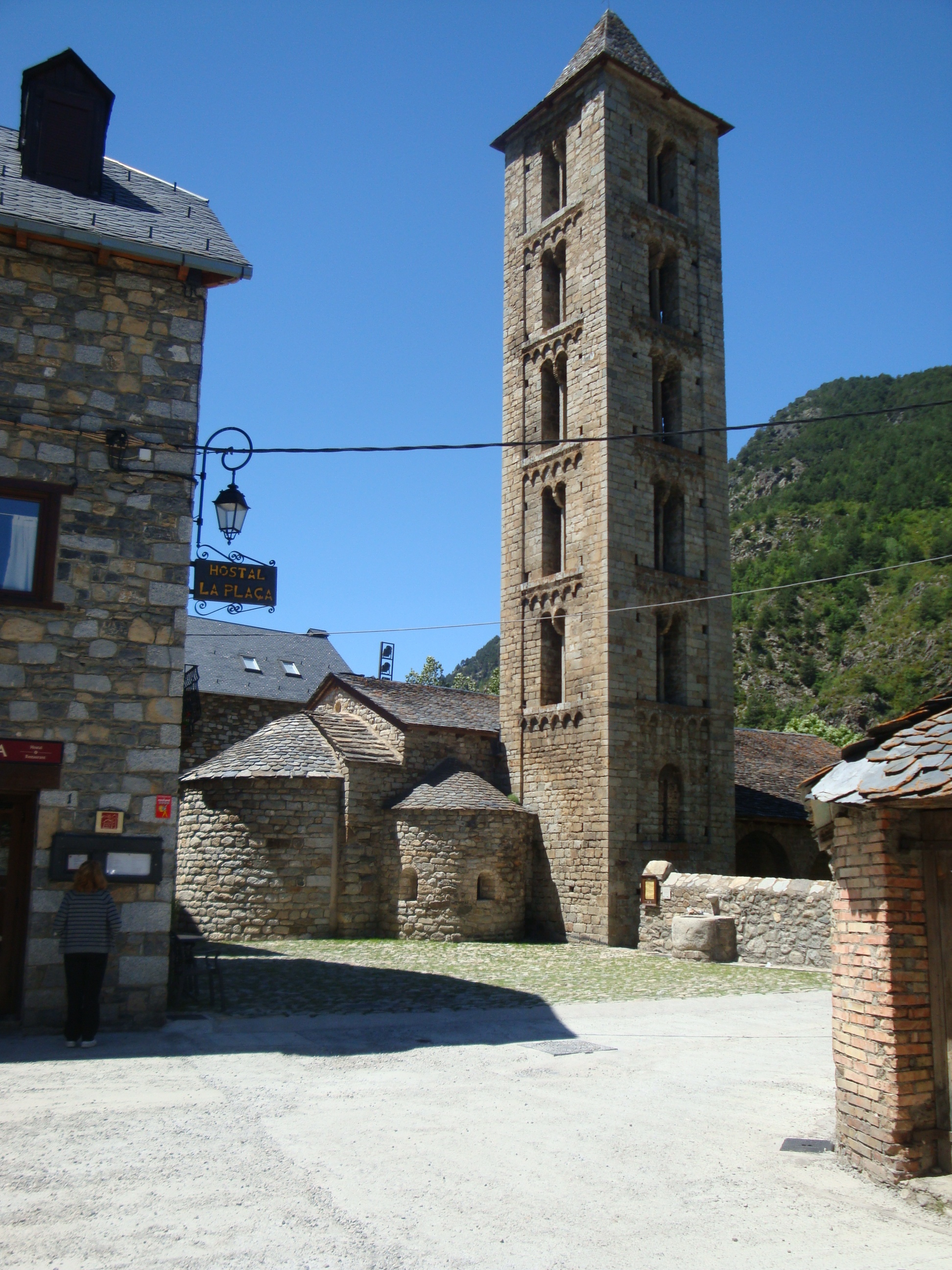
Iglesia de Santa Eulalia Erill la Vall

Uno de los monumentos más conocidos del valle es la iglesia de Sant Climent de Taüll y su pantocrátor. El conjunto de iglesias románicas incluye también las de Santa María de Tahull, San Juan de Bohí, Santa Eulalia de Erill-la-Vall, San Félix de Barruera, Natividad de la Madre de Dios de Durro, Santa María de Cardet, Santa María de la Asunción de Coll y la ermita de San Quirce de Durro. 
Construidas siguiendo el estilo lombardo, las iglesias se caracterizan por su elaborado trabajo en piedra y por la figura esbelta de sus torres campanario. La mayoría de las pinturas murales de sus interiores se conservan en el Museo Nacional de Arte de Cataluña. Edificadas durante los siglos XI al XIII, el conjunto fue declarado Patrimonio de la Humanidad por la Unesco el 30 de noviembre del 2000.

## Alcaldía
| Periodo   | Nombre                    | Partido       |
| --------- | ------------------------- | ------------- |
| 1979-1983 | Antonio Palacín Farrero   | Independiente |
| 1983-1987 | Francisco Jordana Farrero | Independiente |
| 1987-1991 | Carles Muñoz Noray        | Independiente |
| 1991-1995 | Andreu Fantova Farré      | CiU           |
| 1995-1999 | Joan Perelada Ramon       | Independiente |
| 1999-2003 | Joan Perelada Ramon       | CiU           |
| 2003-2007 | Joan Perelada Ramon       | CiU           |
| 2007-2011 | Joan Perelada Ramon       | IPVB-PM       |
| 2011-2015 | Joan Perelada Ramon       | IPVB-PM       |
| 2015-2019 | Joan Perelada Ramon       | IVB           |
| 2019-2023 | Sònia Bruguera Diego      | ERC-AM        |
| 2023-act. | Sònia Bruguera Diego      | PlV-AM        |